# Ilyas ibn Habib al-Fihri
 (août 2016).
Si vous disposez d'ouvrages ou d'articles de référence ou si vous connaissez des sites web de qualité traitant du thème abordé ici, merci de compléter l'article en donnant les références utiles à sa vérifiabilité et en les liant à la section « Notes et références ».
Ilyas ibn Habib al-Fihri était un aristocrate arabe qurayshite de la famille des Fihrids ou Oqbids. 
Il est nommé Wali de Tripolitaine en 745 par son frère, Abd al-Rahman ibn Habib al-Fihri Émir d'Ifriqiya de 745 à 755. Après avoir assassiné ce dernier, Ilyas ibn Habib al-Fihri devient lui-même Émir d'Ifriqiya de 755 à 756.

## Famille
Ilyas  al-Fihri, de son nom complet Ilyas ibn Habib ibn Abi Obeida ibn Oqba ibn Nafi al-Fihri,était un aristocrate arabe qurayshite de la famille des Fihrids ou Oqbids.
Son bisaïeul était Oqba ibn Nafi al Fihri : Général arabe Quraychite, fondateur de la ville tunisienne de Kairouan et Wali d'Ifriqyia, envoyé en 670 à la tête des armées musulmanes par Muawiya Ier, calife Omeyyade de Damas, dans le but de conquérir et propager l'islam en Afrique du Nord. Son clan, qui s'installa à sa suite à Kairouan et bénéficia du double prestige lié à la fois à leur lignée Qurashite et à l’héroïsme de leur ancêtre, comptait parmi les principales familles Arabes du Maghreb.
Son grand-père était Abu Obeida ibn Oqba al-Fihri qui participa à la conquête de l'Andalousie en 711.
Son père, Habib ibn Abi Obeida était un général, conquérant du Souss, qui participa en 740 (avec son fils [null Abd al-Rahman ibn Habib al-Fihri]) à une expédition maritime vers la Sicile pour ce qui fut probablement la première tentative d'invasion à grande échelle de l'île.
Ilyas ibn Habib al-Fihri est le frère de Abd al-Rahman ibn Habib al-Fihri qui, après un coup d'État en 744 parvient à prendre la tête de l’Émirat d'Ifriqiya et à gouverner indépendamment des califats omeyyades puis abbassides de 745 à 755.

## Faits d'armes

### Wali de Tripolitaine
En 745, Ilyas ibn Habib al-Fihri est nommé Wali de Tripolitaine par son frère Abd al-Rahman ibn Habib al-Fihri Émir d'Ifriqiya.
La même année, des révoltes tantôt arabes et tantôt berbères éclatent dans toute l'Ifriqiya contre le pouvoir de son frère. Tunis se révolta sous le commandement de Orwa ibn ez-Zobeir es-Sadefi. Tabinas se révolta sous le commandement de Ibn el Attaf-Azdi. Béja est prise par le rebelle berbère sanhaja Thabit al-Sanhaji.
Pour mâter ces révoltes, Abd al-Rahman confia à Ilyas ibn Habib six cents cavaliers, avec les instructions suivantes :
« Avance-toi jusqu’à proximité de l’armée d'Ibn el Attaf-Azdi [commandant de la révolte de Tabinas], et quand elle t’aura vu, éloigne-toi dans la direction de Tunis comme si tu y allais combattre Orwa ibn ez-Zobeir es-Sadefi [commandant de la révolte de Tunis] ; puis quand tu auras atteint tel endroit, tu y resteras à attendre mes ordres écrits sur ce que tu auras à faire ».
Ibn el Attaf-Azd, voyant l'armée d'Ilyas ibn Habib se rapprocher puis s'éloigner en direction de Tunis, décida de la poursuivre en précipitation de façon qu'elle soit prise en tenaille entre ses propres forces et celles Orwa ibn ez-Zobeir es-Sadefi défendant Tunis. Arrivé à l'endroit convenu, Ilyas ibn Habib reçoit alors l'ordre de son frère de faire faire demi tour à ses cavaliers, et d'attaquer de front l'armée de Ibn el Attaf-Azd dont l'armée s'était lancée à sa poursuite en ordre dispersé. C'est ainsi que le 10 septembre 747, Ilyas massacra l'armée rebelle de Tabinas. 
Ilyas ibn Habib reçu cependant un second ordre, lui ordonnant de se précipiter sur Tunis, la garnison de la ville menée par Orwa ibn ez-Zobeir es-Sadefi s'attendant à voir arriver l'armée d'Ibn el Attaf-Azd dont il ne savait pas qu'elle avait été écrasée. Orwa ibn ez-Zobeir es-Sadefi fut défait et tué dans sa fuite, et sa tête fut envoyée à Abd al-Rahman.
En 747, Ilyas ibn Habib échoue à mâter dans sa wilaya la révolte ibadite , une secte puritaine kharijites qui avait acquis de plus en plus de soutien dans les villes de Djerba et de Tripoli, et parmi les Berbères des contrées environnantes. Les Ibadites, inspirés par le succès de leurs frères à Hadramut et à Oman, se révoltèrent sous la conduite de leur imam al-Harith, et se s'emparent d'une grande partie de la Tripolitaine (entre Gabès et Syrte). Abd al-Rahman envoie ainsi en 748 une armée mâter la révolte ibadite et reconquérir la Tripolitaine, poussant ainsi les adeptes du ibadisme au sud dans le Djebel Nafusa.

### Émir d'Ifriqiya
À la chute du califat ommeyade en 750, son frère Abd al-Rahman se met à accueillir des réfugiés princiers de la famille ommeyyades, espérant nouer des alliances (surtout matrimoniales) avec ces princes au sang illustre. Ilyas ibn Habib se marie ainsi avec une princesse ommeyadde. Mais peu de temps après l'arrivée de ces réfugiés princiers, ceux-ci devinrent le centre des conspirations menées par les factions des familles arabes nobles de l'Ifriqiya. Craignant  la concurrence de ces princes au sang illustre, Abd al-Rahman changea de comportement envers les Ommeyades. En 755, découvrant ce qu'il croyait être un complot impliquant deux princes Ommeyades, cousins de sa belle sœur, qu'il avait nommé à de hautes fonctions, il ordonna leur exécution. 
Poussé à la vengeance par sa femme, par le manque d'honneurs auxquels il avait droit et la décision d'Abd al-Rahman ibn Habib de désigner son fils Habib (Wali de Cyrénaïque) successeur à l’Émirat d'Ifriqyia, Ilyas ibn Habib décide de profiter de l'agitation créée par l'annonce de la rupture de l'allégeance d'Abd al-Rahman envers le nouveau califat abbasside, pour organiser son assassinat. Il sera principalement soutenu dans son entreprise par des familles nobles arabes de Kairouan, par son frère, Abd el-Wârith ibn Habib al-Fihri, et son oncle, Muhammad ibn Abi Obeida al-Fihri.
Apprenant l'existence de ce complot, Abd al-Rahman ordonne à son frère s'éloigner et de se rendre à Tunis.
Prétextant alors venir dans ses quartiers personnels pour lui faire leurs adieux, Ilyas et son autre frère, Abd el-Wârith ibn Habib, poignardent Abd al-Rahman dans le dos pendant qu'il jouait avec ses enfants. Muhammad ibn Abi Obeida al-Fihri, leur oncle a très probablement été impliqué dans cet assassinat. Les assassins firent alors fermer les portes du palais pour s’emparer du fils de Abd al-Rahman, Habib ibn Abd al-Rahman al-Fihri, mais celui-ci put s’enfuir à Tunis auprès de son oncle paternel ‘Imrân ibn Habîb,
Ilyas ibn Habib se fit alors proclamer nouvel Émir d'Ifriqiya prenant ainsi la place de son frère. Il se lança cependant immédiatement à la poursuite de son neveu et engagea les hostilités avec son frère Imrân ben H’abîb qui l'avait recueilli. Les hostilités ne durèrent cependant pas, un accord ayant été conclu le 15 juin 755, aux termes duquel Habîb garderait Gafça, Kastîliya et Nefzâwa, ‘Imrân régnerait à Tunis, à Çatfoûra et dans la péninsule (de Bâchoû), tandis qu’Ilyâs garderait le reste de l’Ifrîkiyya.
Le même jour Iliyas Ibn Habib rompt cependant l'accord et capture son frère, Imrân ibn Habib, avant de s’emparer de Tunis, mettant à mort plusieurs nobles arabes locaux.
Retourné à Kairouan, Iliyas ibn Habib fait porter au Calife Abbasside al-Mansour des promesses de soumission de manière à sécuriser sa prise de contrôle de l'Ifriqiya. Il revient également sur la décision de son frère selon laquelle la prière du vendredi ne serait plus faite au nom du Calife. En ce qui concerne sa famille, son frère, Imrân ibn Habib, est envoyé enchainé en Andalousie et remis à la garde de leurs cousin, Yusuf ibn 'Abd al-Rahman encore Émir d'Andalousie.
Mais alors que son neveu, Habib ibn Abd al-Rahman al-Fihri, se préparait à embarquer vers l'Andalousie, les partisans de son père rassemblent une armée et le proclamèrent Émir d'Ifriqiya. Son armée s'empare alors de Tunis dès l'année suivante.
L'armée de Ilyas ibn Habib et de son neveu se rencontrent finalement aux environs de Laribus vers décembre 755. Afin d'éviter la bataille, Habib ibn Abd al-Rahman al-Fihri provoque son oncle en duel. Pressé d'acceptéer par les commandants de son armée, Ilyas ibn Habib, est tué par son neveu. Habib ibn Abd al-Rahman al-Fihri est ainsi devenu le maître de l'Ifriqiya et rentre à Kairouan en exposant publiquement la tête de son oncle sur tout le trajet, en guise de trophée.
À l'annonce de la mort de  Ilyas ibn Habib, ses partisans dont son frère Abd el-Wârith ibn Habib al-Fihri, et son oncle, Muhammad ibn Abi Obeida al-Fihri, fuient vers le sud, où ils trouvent refuge chez  les berbères warfajuma.
En 757, les berbères warfajuma et leurs alliés sufrites balayent le sud de la Tunisie et s'emparent de Kairouan, tuant Habib ibn Abd al-Rahman al-Fihri et mettant ainsi un terme à la domination de l'Ifriqiya par la famille Fihrid.
Profitant de la situation, les Ibadites qu'Abd al-Rahman avait chassé de Tripoli sortirent de leur retraite. Ralliés par l'imam Abu al-Khattab al-Ma''afiri dans le Djebel Nafoussa, les Ibadites reprirent Tripoli et continuèrent leur course jusqu'à Kairouan qu'il reprirent aux Berbères en 758, établissent ainsi un imamat kharidjite en Ifriqiya.